# Tiro alla fune ai Giochi mondiali 2025
Le competizioni di tiro alla fune ai Giochi mondiali 2025 si sono svolte dal 9 all'11 agosto 2025 al Dong'an Lake Sports Park di Chengdu, in Cina.

## Podi
| Specialità                  | Oro           | Argento  | Bronzo   |
| Torneo maschile (dettagli)  | Regno Unito   | Svizzera | Germania |
| Torneo femminile (dettagli) | Taipei cinese | Svizzera | Svezia   |
| Torneo misto (dettagli)     | Svizzera      | Belgio   | Germania |

## Medagliere
| Posiz. | Nazione       | Oro | Argento | Bronzo | Totale |
| ------ | ------------- | --- | ------- | ------ | ------ |
| 1      | Svizzera      | 1   | 2       | 0      | 3      |
| 2      | Taipei cinese | 1   | 0       | 0      | 1      |
| 2      | Regno Unito   | 1   | 0       | 0      | 1      |
| 4      | Belgio        | 0   | 1       | 0      | 1      |
| 5      | Germania      | 0   | 0       | 2      | 2      |
| 6      | Svezia        | 0   | 0       | 1      | 1      |
| Totale | Totale        | 3   | 3       | 3      | 9      |